# دييغو سيلفا (لاعب كرة قدم مواليد 1989)
دييغو سيلفا (بالبرتغالية: Diego Francolino da Silva‏) هو لاعب كرة قدم برازيلي في مركز الوسط، ولد في 9 مايو 1989 في Bento de Abreu ‏ في البرازيل. لعب مع جمعية بورتوغيزا الرياضية ونادي فلامنغو.

## وصلات خارجية
- دييغو سيلفا على موقع قاعدة بيانات كرة القدم.إي يو (الإنجليزية)
- دييغو سيلفا على موقع Soccerway.com (الإنجليزية)